# Niewidzialne
Niewidzialne (Onzichtbaar) is een Poolse film uit 2017 onder regie van Paweł Sala.

## Verhaal
Drie vrouwen werken in een donker naaiatelier in de kelder van een oud gebouw. Ze kijken elk vanuit hun eigen perspectief naar de wereld en ze hebben ieder hun eigen geheimen. Hun collega, de snijder, is afgestudeerd in de filosofie. Maria Mirakel, een geheimzinnige vrouw die pretendeert geluk te brengen, komt bij hen op bezoek. Er vinden allerlei bovennatuurlijke gebeurtenissen plaats, die ertoe leiden dat de vrouwen hun duisterste geheimen prijsgeven.

## Rolverdeling
- Halina Rasiakówna als naaister
- Sandra Korzeniak als naaister
- Natalia Rybicka als naaister
- Paweł Dobek als Krojczy, snijder
- Aleksandra Popławska als Maria Mirakel